# Madame Restell
Madame Restell, pseudonimo di Ann Trow (Painswick, 6 maggio 1812 – New York, 1º aprile 1878), è stata una criminale e ostetrica britannica naturalizzata statunitense.

## Biografia

### Primi anni di vita
Ann Trow nacque nel 1812 a Painswick, in Inghilterra, da un operaio di nome John e (Mary) Ann Lewis. Al quindicesimo anno di età, la Trow iniziò a lavorare come domestica in una famiglia di macellai.
All'età di sedici anni, Ann sposò Henry Sommers, un sarto del Wiltshire che soffriva di alcolismo e da cui ebbe una figlia di nome Caroline.
Dopo tre anni vissuti in Inghilterra, la Trow e suo marito emigrarono a New York nel 1831, dove Sommers morì di tifo nel 1833. Anche il fratello di Ann, Joseph Trow, era emigrato a New York, e lavorava come commesso in una farmacia. Ann continuò a coltivare un vivo interesse per la salute delle donne.

### Carriera
Quando il marito morì, la Trow fu costretta a guadagnarsi da vivere come sarta e ostetrica. Stando a quando dichiarava, Ann aveva viaggiato in Europa per apprendere le basi dell'ostetricia assieme a un medico francese di nome Restell. Tuttavia, gli storici ritengono che questa fosse una farsa inventata da Ann e il fratello Joseph come mero pretesto per convalidare gli interessi della donna verso l'ostetricia e la salute delle donne.
Ann si risposò nel 1836 con Charles Lohman, un immigrato di origini russe e tedesche che, in passato, aveva lavorato nel settore della stampa. Mentre stava con Madame Restell, Lohman faceva il tipografo per il New York Herald. Lohman era un radicale e libero pensatore, amico e collega di George Matsell, l'editore della rivista radicale Free Inquirer. Matsell e Lohman pubblicarono Moral Physiology (1831) di Robert Dale Owen e The Fruits of Philosophy (1832) di Charles Knowlton.
Utilizzando il soprannome "Madame Restell", la donna iniziò a vendere medicine brevettate, nonché polveri e pillole (probabilmente realizzate da lei assieme al fratello e il nuovo marito Charles Lohman) dalle presunte proprietà contraccettive. Madame Restell distribuiva questi prodotti via posta, e visitava i suoi pazienti a domicilio. Dal momento che i farmaci non davano i risultati sperati, Madame Restell e il marito iniziarono a svolgere interventi chirurgici (questo sebbene i due coniugi non avessero mai avuto alcuna formazione in chirurgia), che era una pratica più redditizia (e, nel caso fosse esercitata illegalmente, costringeva il colpevole a rispondere ad una pena analoga a quella a cui era sottoposto colui che somministrava farmaci illeciti). Per permettere ai suoi pazienti di abortire, la levatrice si serviva di rimedi a base di ergot, calomelano, aloe, elleboro nero, e altre erbe che si pensava potessero turbare l'apparato digerente e quindi indurre le donne a partorire. In altri casi, Madame Restell procedeva con la rottura del sacco amniotico, la dilatazione della cervice (travaglio prematuro), o la decapitazione dell'utero.
Madame Restell si definiva un "medico donna", e pubblicizzava la sua attività sull'Herald e il New York Times. Lei e il compagno lavoravano in una grande villa in arenaria marrone all'angolo nord-est tra la Quinta e la cinquantaduesima strada.
Nel 1840, una paziente di nome Maria Purdy accusò Madame Restell di averle fatto venire la tubercolosi nel corso di un aborto. La stampa si accanì contro la levatrice definendola "un mostro di forma umana" e di aver commesso delle empietà. Madame Restell disse di essere disposta a cedere del denaro a chiunque potesse provare che i suoi metodi erano pericolosi. Sebbene fosse stata dichiarata colpevole, il suo appello ribaltò il verdetto.
Mary Applegate era una donna con un amante che era stata mandata da Madame Restell da Filadelfia dal suo partner illecito. Quest'ultimo aveva fatto in modo che Madame Restell adottasse il bambino. Applegate non era a conoscenza di questo accordo fino a quando, tornata a Filadelfia, venne accolta freddamente dal suo ex amante. Applegate ritornò da Madame Restell per sapere che fine avesse fatto il figlio, ma Madame Restell asserì di non sapere nulla di lui. In seguito a queste accuse, pubblicazioni come il New York Medical and Surgical Reporter condannarono Madame Restell.
Nel 1841, una tabaccaia di nome Mary Rogers fu trovata morta nel fiume Hudson. Secondo i giornali, perse la vita forse a causa di un aborto praticato da Madame Restell.
Madame Restell ottenne la cittadinanza statunitense nel 1854.
Secondo quanto riporta qualcuno, i principali clienti di Madame Restell erano "donne povere e ignoranti" della Nuova Inghilterra e del Connecticut. Le prove fornite in un caso di inadempienza del 1854 in cui era coinvolta la donna, lasciano intendere che Madame Restell e suo marito avessero una clientela regolare e che si facessero pagare tra i 50 e i 100 dollari per ogni aborto. Prima del 1845, anno in cui gli aborti divennero illegali a New York, Madame Restell faceva spendere delle somme di denaro che erano direttamente proporzionali al ceto sociale dei suoi pazienti. Molti dei pazienti più facoltosi, versarono quote di denaro pari a 1.000 dollari alla levatrice.

Nel periodo in cui Madame Restell iniziò a fare l'ostetrica, gli aborti erano illegali solo se avvenivano chirurgicamente, e questo quando il feto raggiungeva all'incirca il quarto mese di vita, e dava quindi i primi segni di vita. La visibilità di cui godeva Madame Restell portò all'emergere di emulatori concorrenti che praticavano anch'essi gli aborti. Alcuni venditori ambulanti di Boston, Filadelfia e altre città che erano venuti a conoscenza del successo delle medicine di Madame Restell, iniziarono anch'essi a vendere delle pillole simili a quelle della levatrice di New York.

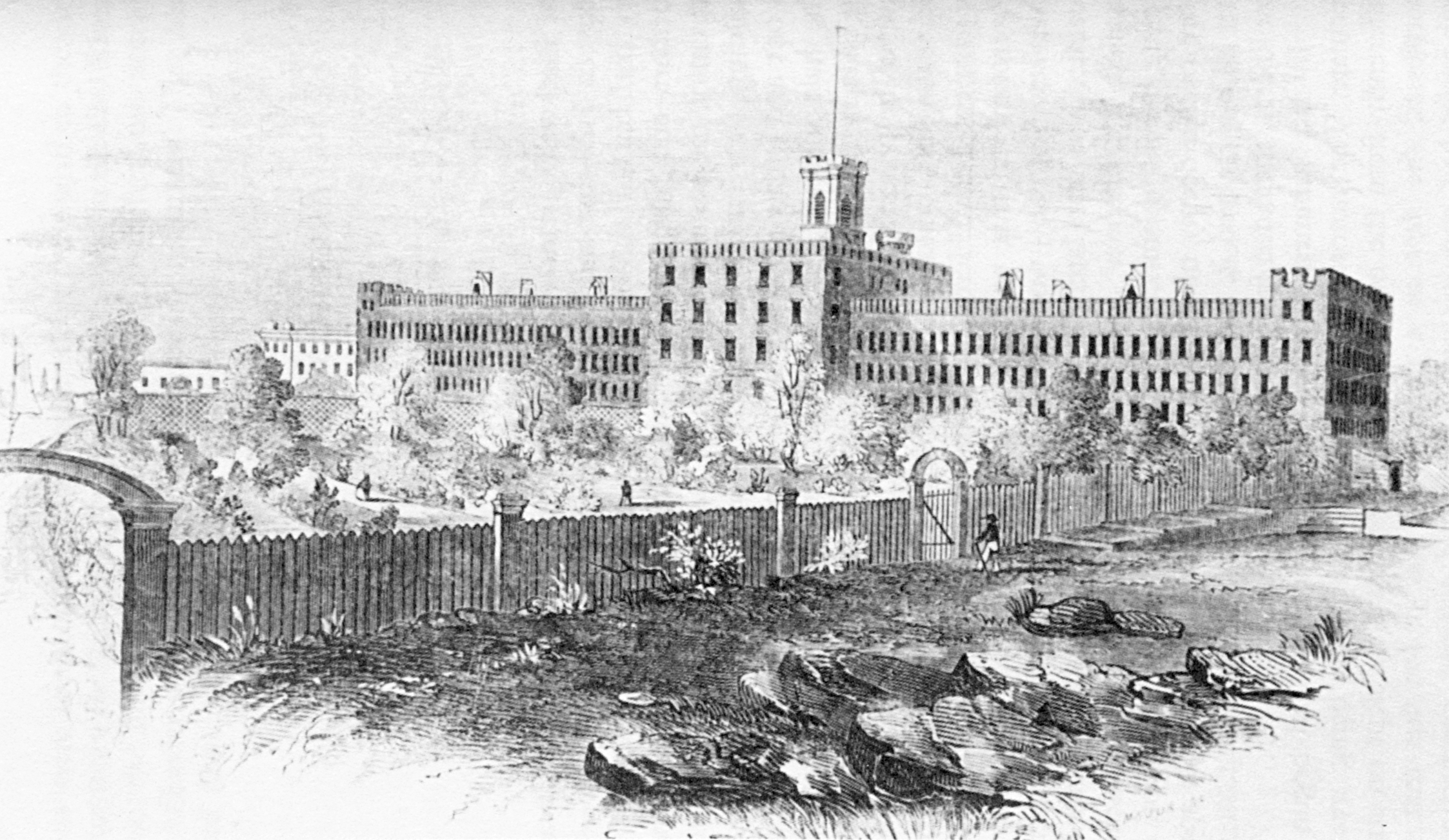
Il carcere di Blackwell's Island

Nel 1847, Madame Restell venne nuovamente accusata di aver eseguito un altro aborto. Una domestica di nome Maria Bodine venne inviata a Madame Restell dal suo maestro affinché abortisse. L'ostetrica asserì che il feto di Bodine aveva raggiunto uno stadio troppo avanzato per abortire, ma il maestro insistette affinché lei procedesse con l'intervento, e fu disposto a pagarla a caro prezzo. Dopo l'operazione, Bodine si ammalò, e quando fu visitata dal suo medico fu costretta ad ammettere di aver abortito. Madame Restell venne quindi processata. I difensori di Madame Restell giudicarono Bodine una donna "facile" e le cui ferite erano causate da una sifilide, e non da un'operazione chirurgica fallimentare di Madame Restell; gli avvocati di Bodine definirono Madame Restell un'incompetente e senza Dio. Madame Restell perse la causa, e fu costretta a trascorrere un anno nel carcere di Blackwell's Island con l'accusa di reato minore. Dopo aver scontato la pena, Madame Restell concentrò i suoi sforzi sulla gestione della pensione di sua proprietà e sulla produzione di pillole. Decise inoltre di non procedere più con gli aborti tramite gli interventi chirurgici.
Nel 1855, Frederica Medinger, un'immigrata tedesca, si rivolse a Madame Restell per alloggiare da lei fino al giorno in cui sarebbe nato suo figlio. Stando alla testimonianza di Medinger, Madame Restell le avrebbe dato sei delle sue pillole abortive durante il parto. Il giorno seguente, quando si accorse della sparizione del neonato, avrebbe chiesto a Madame Restell dove si trovava, e quest'ultima avrebbe dichiarato che era scomparso. Accusata dalla donna di rapimento e di essere troppo avida, Madame Restell finì in tribunale, ma Medinger non si presentò all'appello. Molti pensavano che Madame Restell l'avesse pagata per aver abbandonato il caso. Madame Restell venne assolta, ma della donna e del bambino non si sentì più parlare. Si presume che il bambino fosse stato adottato da sconosciuti per volontà di Madame Restell.

### La fama di ostetrica

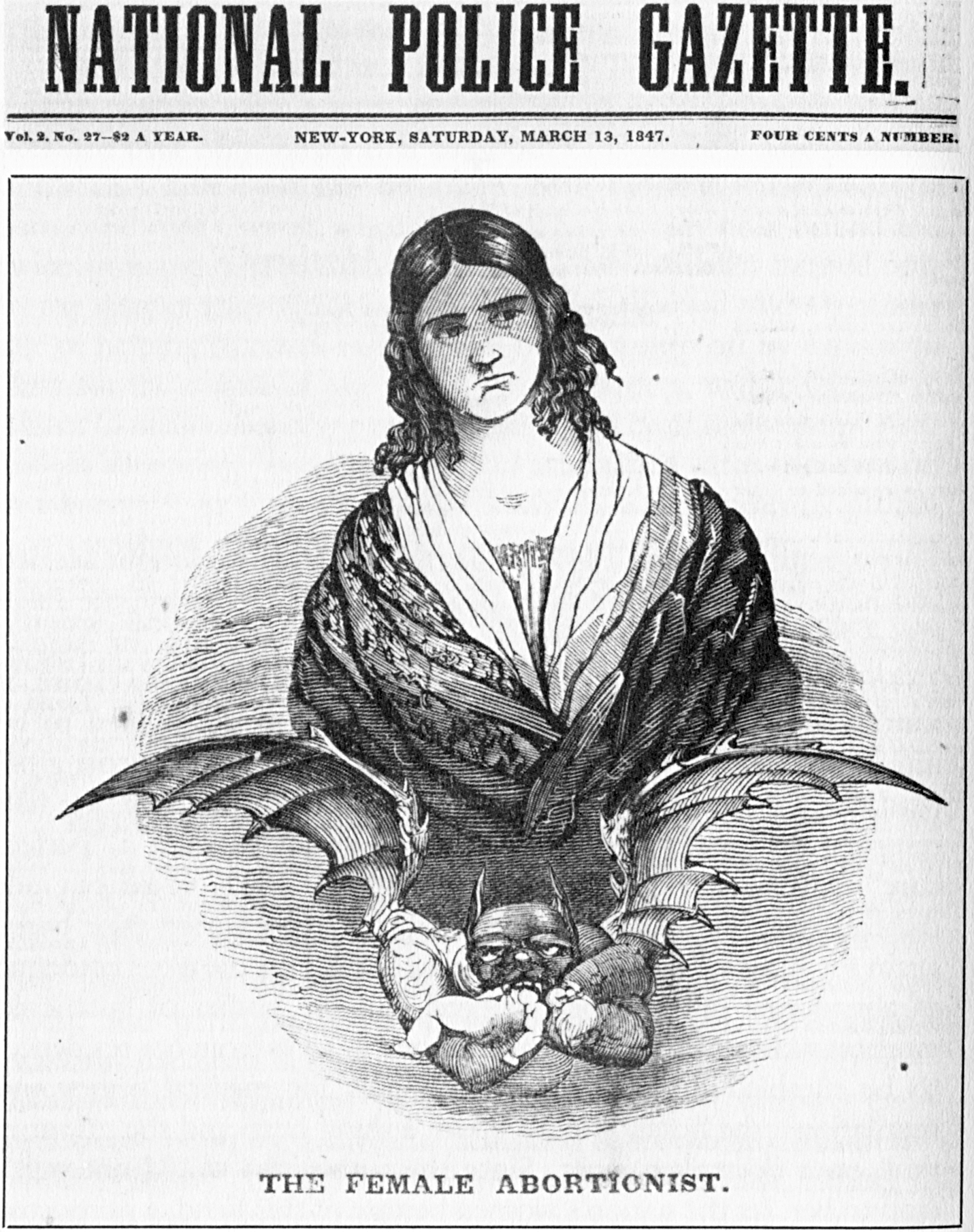
Immagine apparsa sulla National Police Gazette del 13 marzo 1847 in cui l'ostetrica viene definita "la donna più malvagia di New York"

Il numero degli ostetrici a New York dell'epoca era tale che l'American Medical Association lanciò una campagna contro gli aborti nel 1857; nel corso della stessa, Madame Restell, che era l'ostetrica più nota del periodo, venne considerata un soggetto pericoloso. Nello stesso periodo, la parola Madame Restellism (che fa chiaramente riferimento a Madame Restell) divenne un eufemismo di "aborto". I cambiamenti delle leggi a New York resero la levatrice oggetto di persecuzioni da parte di coloro che volevano porre fine alla pratica dell'aborto.
Madame Restell divenne così famosa in tutta New York che le notizie dei suoi processi furono pubblicate sul New York Times e sulla National Police Gazette, e anche le principali testate di altre città statunitensi ed europee parlavano di lei. Enoch E. Camp e George Wilkes della Gazette dedicarono articoli in cui venivano approfonditi nel dettaglio i casi di furto, aborto e stupro in cui sembrava coinvolta la donna. La Gazette affermava anche che, oltre ad eseguire degli aborti, Madame Restell era la principale ragione per cui vi erano molti bambini abbandonati nelle strade di New York. Nel primo articolo che condannava Madame Restell, pubblicato sul New York Sunday Morning News il 7 luglio 1839 e scritto dal conservatore Samuel Jenks Smith, viene asserito che i suoi affari "... colpiscono alla radice tutto l'ordine sociale". Stando a Smith, i medici credevano che Madame Restell praticasse un lavoro pericoloso "impossibile da svolgere senza mettere in pericolo la vita dei pazienti". Altri giudicavano "peccaminoso" il lavoro di Madame Restell, e qualcuno giunse a soprannominarla "la donna più malvagia di New York". Inoltre, le guide turistiche della città parlavano di lei.
Anche quando i suoi guadagni si ridussero a causa delle polemiche a lei rivolte, la pessima reputazione di Madame Restell rimase inalterata.
La notorietà di Madame Restell fu all'origine di una serie di dibattiti sul tema dell'aborto negli USA che vennero temporaneamente oscurati a causa della guerra di secessione americana (1861-1865). Infatti, nel corso del conflitto, Madame Restell riuscì a rimettere in piedi i suoi affari.

### L'inganno di Comstock
L'ispettore postale Anthony Comstock era un influente riformatore morale, che cercò di regolamentare l'attività sessuale e il modo stesso di pensare al sesso all'interno della società. Considerava pornografica qualsiasi informazione sulla prevenzione o l'interruzione di una gravidanza. Nel 1873, il Congresso degli Stati Uniti emanò le leggi Comstock, da cui prendevano il nome e che rendevano illegale il discutere o il distribuire qualsiasi cosa considerata oscena dal governo. La violazione di queste leggi era punibile dai sei mesi ai cinque anni di carcere e con una sanzione dai 100 ai 2000 dollari.
Nel 1878, Comstock si presentò nella sede di Madame Restell facendosi passare per un cliente in cerca di pillole anticoncezionali. Il giorno seguente, la polizia giunse sul posto e arrestò la donna che fu obbligata a pagare una cauzione di 1.000 dollari. Pare che Madame Restell avesse tirato fuori dalla sua borsetta 10.000 dollari da dare in cauzione al giudice, ma ciò venne giudicato irregolare, e fu pertanto costretta a pagare un garante.
Madame Restell aveva accumulato un'immensa fortuna. Disponeva infatti di diversi appezzamenti di terreno, fra cui una villa stravagante, ottimi esemplari di cavalli, carrozze e abiti di seta.

### Morte

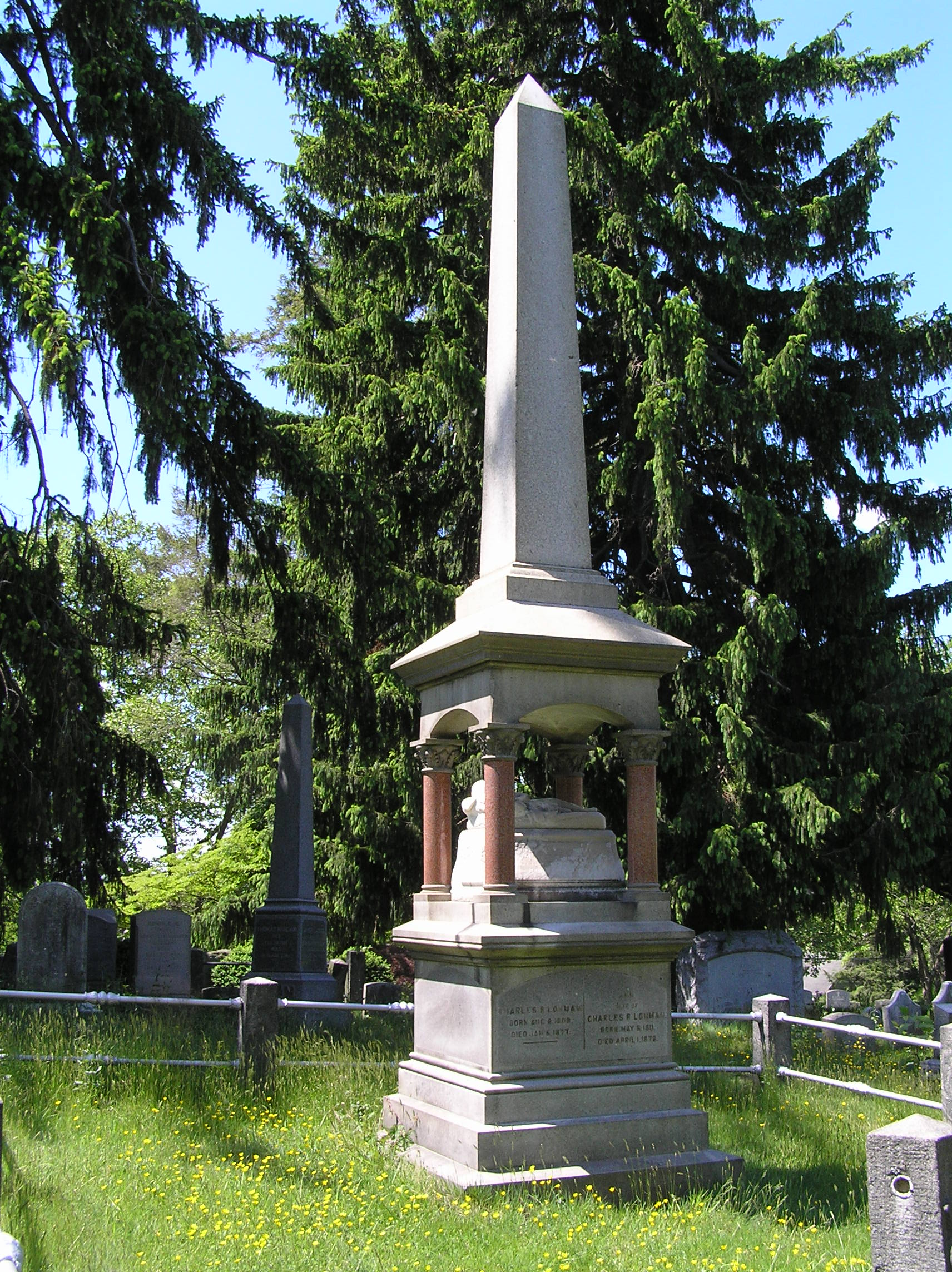
Tomba di Madame Restell nel cimitero di Sleepy Hollow

Durante una mattina del 1878, una cameriera ritrovò il corpo esanime di Madame Restell nella vasca da bagno della sua villa. Stando alle fonti, la levatrice si era tolta la vita il primo giorno di aprile di quell'anno tagliandosi la gola.
Alla sua morte, si scoprì che disponeva di un patrimonio compreso fra i 500.000 e i 600.000 dollari (corrispondenti rispettivamente a 12,4 milioni e 14,9 milioni di dollari odierni).
Madame Restell è oggi sepolta nel cimitero di Sleepy Hollow.